# Ponědraž
Ponědraž település Csehországban, a Jindřichův Hradec-i járásban. Ponědraž Val, Frahelž, Ponědrážka, Dynín, Lomnice nad Lužnicí és Záblatí településekkel határos. Lakosainak száma 123 fő (2024. január 1.).

## Népesség
A település lakosságának változását az alábbi diagram mutatja:
| Lakosok száma | 330  | 330  | 259  | 167  | 144  | 122  | 123  | 117  | 120  | 123  |
|               | 1869 | 1890 | 1921 | 1950 | 1980 | 2001 | 2017 | 2019 | 2022 | 2024 |